# Kříženec (Hartmanice)
Kříženec je osada, část města Hartmanice v okrese Klatovy v Plzeňském kraji. Nachází se asi dva kilometry jižně od Hartmanic. Kříženec leží v katastrálním území Kundratice I o výměře 2,29 km².

## Historie
První písemná zmínka o vesnici pochází z roku 1405.

## Přírodní poměry
V blízkosti osady se nachází přírodní rezervace Kříženecké mokřady.

## Obyvatelstvo
| Rok            | 1869 | 1880 | 1890 | 1900 | 1910 | 1921 | 1930 | 1950 | 1961 | 1970 | 1980 | 1991 | 2001 | 2011 | 2021 |
| -------------- | ---- | ---- | ---- | ---- | ---- | ---- | ---- | ---- | ---- | ---- | ---- | ---- | ---- | ---- | ---- |
| Počet obyvatel | 41   | 28   | 19   | 27   | 22   | 19   | 27   | 12   | 7    | 15   | 3    | 0    | 0    | 0    | 0    |
| Počet domů     | 5    | 5    | 4    | 4    | 4    | 4    | 5    | 3    | 3    | 2    | 2    | 3    | 3    | 3    | 3    |

## Obecní správa
Při sčítání lidu v letech 1850–1949 Kříženec byl osadou obce Kundratice v okrese Sušice. V letech 1950–1959 byl osadou obce Štěpanice v okrese Sušice. Od roku 1960 je částí města Hartmanice v okrese Klatovy.